# زجاجة في بحر غزة
زجاجة في بحر غزة (بالإنجليزية: A Bottle in the Gaza Sea)‏ هو فيلم دراما تم إنتاجه في كندا وفرنسا وصدر في سنة 2011.

## الميزانية والإيرادات
بلغت تكلفة إنتاج الفيلم حوالي €2,000,000 (estimated) يورو.

## وصلات خارجية
- زجاجة في بحر غزة على موقع IMDb (الإنجليزية)
- زجاجة في بحر غزة على موقع ميتاكريتيك (الإنجليزية)
- زجاجة في بحر غزة على موقع روتن توميتوز (الإنجليزية)
- زجاجة في بحر غزة على موقع ألو سيني (الفرنسية)
- زجاجة في بحر غزة على موقع أول موفي (الإنجليزية)
- زجاجة في بحر غزة على موقع فيلمافينيتي (الإسبانية)
- زجاجة في بحر غزة على موقع قاعدة بيانات الفيلم (الإنجليزية)
- زجاجة في بحر غزة على موقع ليتربوكسد (الإنجليزية)
- زجاجة في بحر غزة على موقع كينوبويسك (الروسية)

1. 1 2 3 4 5 6 7  مذكور في: Catalog of the Digital Discoverability Project of the RDIFQ.
2. ↑  وصلة مرجع: https://www.unifrance.org/festivals-et-marches/966/myfrenchfilmfestival/2013.
3. ↑  "صحيفة سود أويست" (بالفرنسية).
4. ↑  وصلة مرجع: http://www.imdb.com/title/tt2082496/. الوصول: 16 أبريل 2016.
5. 1 2 3 4 5  وصلة مرجع: http://www.allocine.fr/film/fichefilm_gen_cfilm=179070.html. الوصول: 16 أبريل 2016.